# 单子麻黄
单子麻黄（学名：Ephedra monosperma），为麻黄科麻黄属下的一个植物种。